# Hjemmeværnet
Hjemmeværnet är en dansk hemvärnsorganisation, motsvarigheten till det svenska Hemvärnet. 

## Tillkomst
Efter krigsslutet 1945 var det många motståndsmän som inte ville lämna ifrån sig sina vapen utan bildade hemvärnsföreningar. Den statliga hemvärnsorganisationen grundades 1949 på initiativ av den socialdemokratiske folketingsmannen Frode Jakobsen, som under kriget hade varit en ledande motståndsman och ledamot i Frihetsrådet. Jakobsen blev det danska hemvärnets förste civile chef.

## Uppdrag
Det danska hemvärnet har till uppdrag att understödja försvarets och det civila samhällets beredskap.

### Försvarsstöd
- Bevakning av militäranläggningar, däribland flygbaser
- Utbildning av försvarets soldater
- Luftrumsövervakning
- Gränsövervakning till sjöss
- Havsmiljöinsatser [1]

### Civilt stöd
- Sjöräddningsinsatser
- Reservpolisinsatser, som
  - Skydd av civila flygplatser
  - Stödja skattemyndigheten vid tullövervakning
  - Avspärrningar
  - Trafikreglering
  - Bistå vid eftersökning av försvunna personer [1]

## Organisation
Det danska hemvärnet leds av Hjemmeværnskommandoen (hemvärnskommandot). Hemvärnskommandot leds dels av en militär chef, Chefen for Hjemmeværnet (en generalmajor) och en civil chef, Den Kommitterede for Hjemmeværnet.
Under hemvärnskommandot lyder: 
- Hjemmeværnsskolan (hemvärnsskolan)
- Hærhjemmeværnet (HHV) (arméhemvärnet)
- Flyverhjemmeværnet (FHV) (flyghemvärnet)
- Marinehjemmeværnet (MHV) (marinhemvärnet)

## Arméhemvärnet

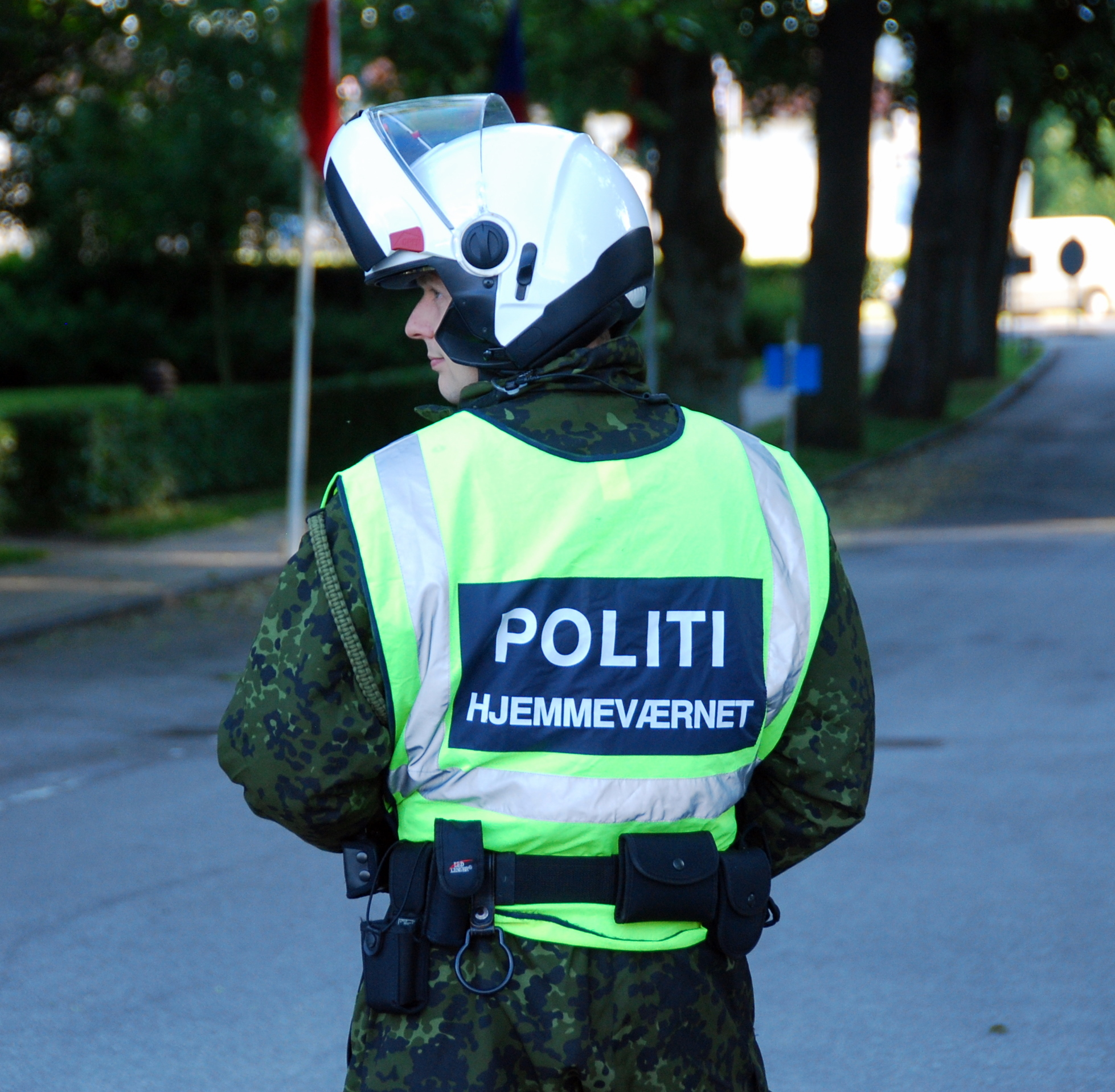
Hemvärnspolis

- 3 Totalförsvarsregioner[3] (chef: överste från armén)
  - 12 Hærhjemmeværnsdistrikter[3] HHD (chef: avlönade överstelöjtnant eller major från hemvärnet)
    - 208 hemvärnskompanier (chef: kapten i hemvärnet)
- Virksomhedshjemmeværnet[3] (driftvärnet)
  - Energi VEN
  - Tele VTE
  - Järnväg VJE
    - 16 hemvärnskompanier

### Förbandstyper
- Det finns ett hemvärnskompani HVK för varje kommun. Varje HVK består av en eller flera bevakningsplutoner.
- Det finns ett stabshemvärnskompani STHVK  per hemvärnsdistrikt.
- Polishemvärnskompanierna utgör en reservpolis, vilken står under befäl av chefer från den ordinarie polisen. Vid normal instats är kompaniets hemvärnssoldater obeväpnade. Vid särskild insats samt under kris och krig är det fullt beväpnat.
- Infanterihemvärnskompanierna består av minst två skytteplutoner och har stridsuppdrag. Hemvärnsdistriktets spaningsplutoner och motoriserade övervakningsplutoner tillhör infanterihemvärnskompanierna.
- Særlig Støtte og Rekognoscering SSR är arméhemvärnets fjärrspaningsförband, ställd till arméns förfogande och direkt underställd Hærens Operative Kommando.

## Flyghemvärnet
- 2 flyghemvärnsdistrikt FHD
- 1 avdelning under Bornholms hemvärn
  - 33 eskadriller (divisioner) (chef: kapten i hemvärnet)
  - Hemvärnets flygande avdelningar HFD med åtta flygplan

## Marinhemvärnet
- 2 marinhemvärnsdistrikt MHD

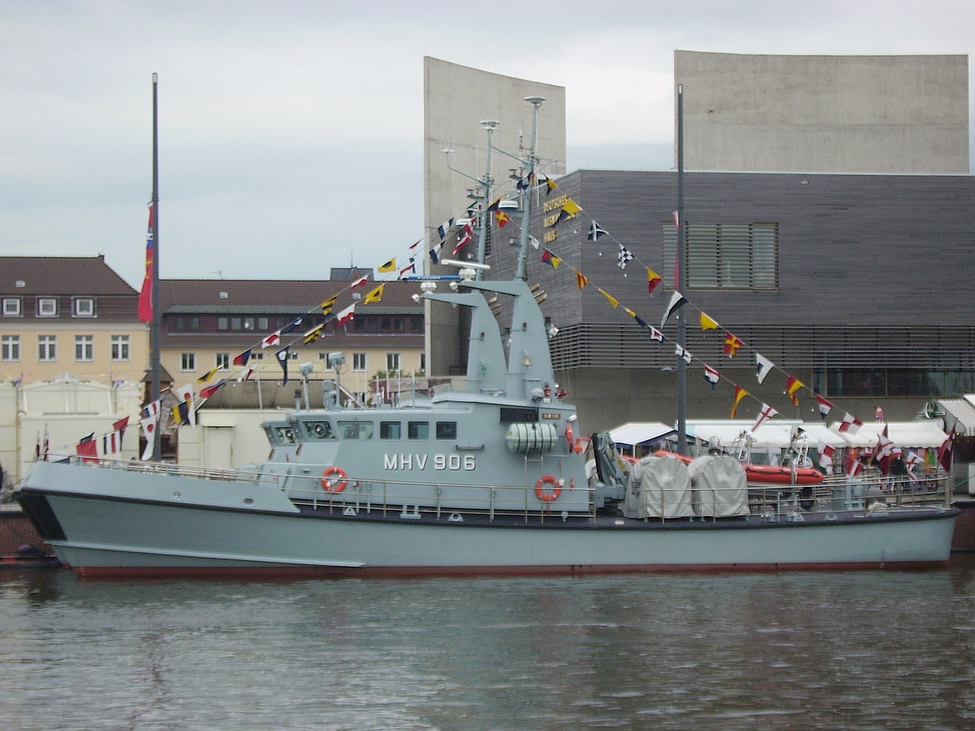
Flottiljfartyget MHV 906 Fanø

- 1 avdelning under Bornholms hemvärn
  - 39 hemvärnsflottiljer HVF (chef: kapten i hemvärnet)
  - 30 flottiljfartyg

### Förbandstyper
- Sjögående flottilj (HVF)
- Stabsflottilj(MHD FRIVST)
- Musikflottilj (MU HVF)
- Maritime Force Protection (HVF MFP)

## Internationella insatser

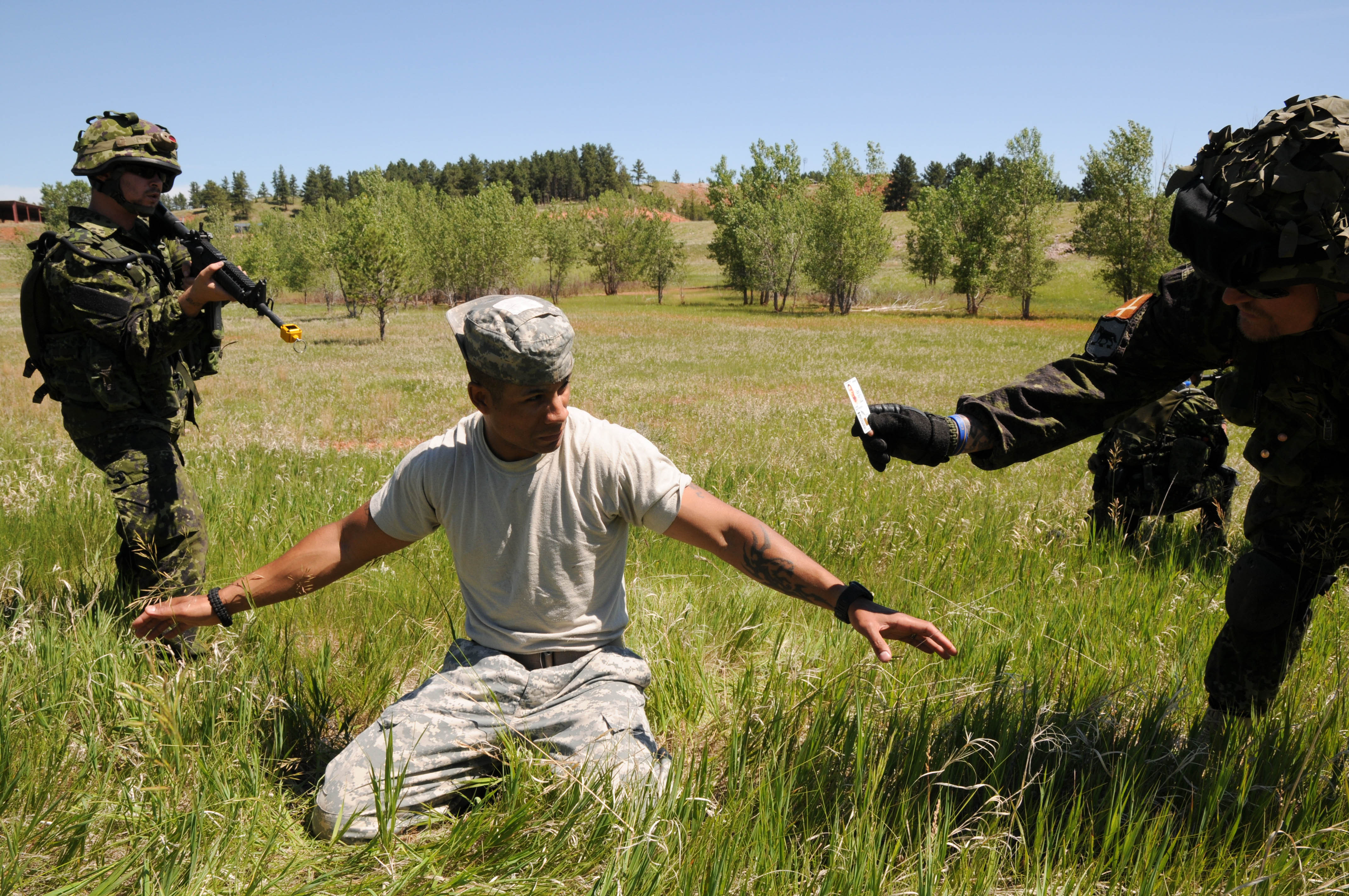
Danska hemvärnssoldater under övning i South Dakota.

- Närskyddstropp, Basra, Irak (2006) - huvudsakligen från SSR
- Närskyddstropp, Bagdad, Irak (2007)
- Bevakningspluton, Helmand, Afghanistan (2009–2011)
- Bevakningspluton, Kosovo (2011–2013)